# لو ريتشاردز
لو ريتشاردز (بالإنجليزية: Lou Richards)‏ هو معلق رياضي أسترالي، ولد في 15 مارس 1923 في Collingwood, Victoria ‏ في أستراليا، وتوفي في 8 مايو 2017 في ويندسور ‏ في أستراليا بسبب خرف.

## وصلات خارجية
- لو ريتشاردز على موقع AustralianFootball.com (الإنجليزية)
- لو ريتشاردز على موقع AFLtables.com (الإنجليزية)
- لو ريتشاردز على موقع قاعة أستراليا للمشاهير الرياضية (الإنجليزية)
- لو ريتشاردز على موقع IMDb (الإنجليزية)